# El rey mono (manga)
El rey mono (西遊奇伝 大猿王 Saiyukiden Daienō?, literalmente - "Viaje legendario al oeste: el gran rey mono")(王 奇 伝 王 王 王, Saiyukiden Daienō ?, literalmente, "Viaje legendario al oeste: El gran rey mono"), también conocido como El Rey Mono, de Katsuya Terada, es una serie de manga oscura de fantasía, escrita e ilustrada a todo color por Katsuya Terada.

## Historia
La historia está basada en la novela china Journey to the West. La versión de Katsuya Terada de la leyenda del Rey Mono en una saga salvaje y lujuriosa que The Portland Tribune llama "una versión budista de Conan el Bárbaro":[cita requerida]